# Jeff Ross

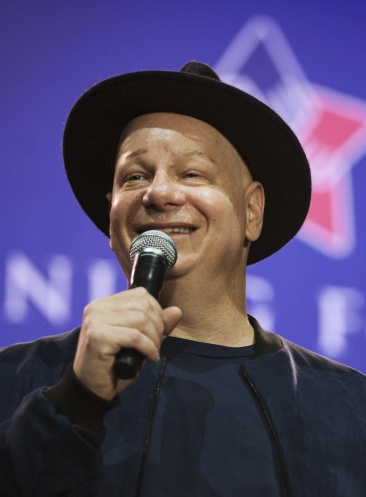
Jeff Ross im Mai 2016

Jeffrey „Jeff“ Ross (eigentlich Jeffrey Ross Lifschultz; * 13. September 1965 in Springfield, New Jersey) ist ein US-amerikanischer Comedian, Schauspieler, Drehbuchautor und Fernsehproduzent. Bekannt wurde der auf die sogenannte Insult Comic spezialisierte Ross durch seine Teilnahme an verschiedenen Roasts, die ihm den Spitznamen „The Roastmaster General“ einbrachten.

## Leben
Jeffrey Ross wurde in Springfield, New Jersey geboren und wuchs ebenfalls dort auf.
Ab Mitte der 1990er-Jahre machte sich Ross bei Open-Mic-Nächten in New York City als Comedian einen Namen. Es folgten erste kleinere Film- und Fernsehauftritte. Später leitete er als Roastmaster diverse Roasts im New York Friars' Club. 1998 erhielt er für seine Comedy-Auftritte Preise des Backstage Magazine und der Manhattan Association of Cabaret Artists.
Über eine Zusammenarbeit mit dem Fernsehsender Comedy Central war er später als Roaster an insgesamt dreizehn Comedy Central Roasts beteiligt: Pamela Anderson (2005), William Shatner (2006), Flavor Flav (2007), Bob Saget (2008), Larry the Cable Guy und Joan Rivers (2009), David Hasselhoff (2010), Donald Trump und Charlie Sheen (2011), Roseanne Barr (2012), James Franco (2013), Justin Bieber (2015), Rob Lowe (2016), Bruce Willis (2018) und Alec Baldwin (2019). Darüber hinaus war er an den Drehbüchern sowie der Produktion zahlreicher weiterer Roasts beteiligt.
Daneben tritt Ross regelmäßig in zahlreichen Fernsehshows als Comedian auf und übernimmt auch kleinere Nebenrollen in Film- und Fernsehproduktionen. 2005 drehte er den Dokumentarfilm Patriot Act: A Jeffrey Ross Home Movie.

## Filmografie (Auswahl)
Schauspieler
- 1990: Caesar's Salad (Kurzfilm)
- 1995: Jeffrey
- 1996: Das große Basketball-Kidnapping (Celtic Pride)
- 1996: Das Girl aus der Steinzeit (Encino Woman, Fernsehfilm)
- 1997: Brokers
- 1998: Karaoke Knight (Kurzfilm)
- 2000: Ist sie nicht großartig? (Isn't She Great)
- 2000: Die Abenteuer von Rocky & Bullwinkle (The Adventures of Rocky & Bullwinkle)
- 2001: Born in Brooklyn (Fernsehfilm)
- 2002: Heartbreak Hospital
- 2002: Six Feet Under – Gestorben wird immer (Six Feet Under, Fernsehserie, eine Episode)
- 2003: National Security
- 2003: CSI: Den Tätern auf der Spur (CSI: Crime Scene Investigation, Fernsehserie, eine Episode)
- 2003: Unzertrennlich (Stuck on You)
- 2004: … und dann kam Polly (Along Came Polly)
- 2005: Weeds – Kleine Deals unter Nachbarn (Weeds, Fernsehserie, eine Episode)
- 2006: Die verrückte Reise der Pinguine (Farce of the Penguins, Stimme)
- 2006: American Dreamz – Alles nur Show (American Dreamz)
- 2006: Where My Dogs At? (Zeichentrickserie, acht Episoden, Stimme)
- 2007: What News? (Fernsehfilm)
- 2007: Larry the Cable Guy's Christmas Spectacular (Fernsehfilm)
- 2008: One, Two, Many
- 2008: Below the Law (Fernsehfilm)
- 2010: M'larky (Fernsehserie, drei Episoden)
- 2011: Big Time Rush (Fernsehserie, eine  Episode)
- 2011: Batman: The Brave And The Bold (Zeichentrickserie, eine Episode, Stimme)
- 2011: A Novel Romance
- 2012: Family Guy (Zeichentrickserie, zwei Episoden, Stimme)
- 2013: Boomerang (Fernsehfilm)
- 2015: Die Trauzeugen AG (The Wedding Ringer)
- 2016: Flock of Dudes
- 2017: Emoji – Der Film (The Emoji Movie, Stimme)
- 2017–2019: Rapunzel – Die Serie (Tangled: The Series, Fernsehserie, 23 Episoden, Stimme)
- 2018: Comedy By Blake (Miniserie)
- 2019: Sneaky Pete (Fernsehserie, vier Episoden)

Fernsehauftritte
- 1996–1998: The Daily Show (Show, zehn Episoden)
- 1998–2001: Comedy Central Presents: The N.Y. Friars Club Roast (Show, vier Episoden)
- 2001: Hollywood Squares (Show, fünf Episoden)
- 2003–2009: Jimmy Kimmel Live! (Show, zwölf Episoden)
- 2005–2013: Comedy Central Roast (Show, elf Episoden)
- 2007: The Next Best Thing: Who Is the Greatest Celebrity Impersonator? (Show, acht Episoden)
- 2008–2009: Dancing with the Stars (Show, zehn Episoden)
- 2009: The Tonight Show with Conan O’Brien (Show, fünf Episoden)
- 2011: The Green Room with Paul Provenza (Show, vier Episoden)
- 2012–2013: The Burn with Jeff Ross (Show, zehn Episoden)

Produktion
- 2001: Comedy Central Presents: The N.Y. Friars Club Roast of Hugh Hefner
- 2005: Patriot Act: A Jeffrey Ross Home Movie (Dokumentarfilm)
- 2011: Comedy Central Roast of Charlie Sheen
- 2012: Comedy Central Roast of Roseanne
- 2015: Comedy Central Roast of Justin Bieber
- 2016: Comedy Central Roast of Rob Lowe
- 2018: Comedy Central Roast of Bruce Willis
- 2018–2021: Final Space
- 2019: Comedy Central Roast of Alec Baldwin

Regie
- 2005: Patriot Act: A Jeffrey Ross Home Movie (Dokumentarfilm)
- 2017: Jeff Ross Roasts the Border: Live from Brownsville, Texas (Fernsehsendung)